# 道德非自然主義
道德非自然主義（英語：Ethical non-naturalism）是元倫理觀點，認為道德概念不能化成為經驗事實，與自然主義相反。

## 定義
G.E.摩爾認為「善良」是簡單，不可定義，非自然特徵。稱善為「非自然」並不意味著它是超自然。然而，它確實意味著「善」不能簡化為自然特徵，如「需求」，「慾望」或「快樂」。摩爾還指出，將道德屬性降低為神聖命令與陳述其自然性是一樣的。這將是他稱之為自然主義謬誤的一個例子。

## 外部連結
- Stanford Encyclopedia of Philosophy Article （页面存档备份，存于）